# Традиційна полтавська сорочка
Традиційна полтавська сорочка — притаманне саме Полтавщині вишите жіноче вбрання.

## Особливості
Старовинний крій сорочок полягав у тому, що всі частини сорочки викроювалися по прямій нитці. Частини сорочки були: сама сорочка, полики, рукави, ластки. Всі частини сорочки зшивалися спеціальними швами: ялинкою, настилуванням, мережкою і ін. 

## Жіноча сорочка
Особливістю української традиційної сорочки, є розріз посередині, який часто прошивали мережкою або обрублювали білою ниткою, але не вишивали кольоровою. Навколо шиї робили в один ряд або і кілька рядів збори та обшивали вузенькою вишитою лямівкою. Рукава вверху збирали морщенням, головками чи ін. способом, внизу рукава збирали також і обшивали тонкою лямівкою. Подолок сорочки оздоблювався вирізуванням, настилуванням, мережкою. Ширина вишивки знизу могла бути 5-7,5 см.

### Крій та розміри
Ширина сорочки  122 - 132 см, довжина розрізу 12,5-15 см, довжина сорочки визначалася відносно росту.
Довжина рукава приблизно 46 см., ширина рукава 60-71 см., довжина полика - 20 см., ширина полика 11,5 - 12,7, ластка (квадрат) 8,9 - 10,16